# Scandale du charnier de l'université Paris-Descartes
Le scandale du charnier de l'université Paris-Descartes (devenue université Paris-Cité, après sa fusion en 2022 avec Paris-Diderot et l’Institut de physique du globe) fait suite à la révélation par L'Express le 26 novembre 2019 des conditions de conservation indignes de corps et d'organes humains confiés au centre de don des corps (CDC) de l'université Paris-Descartes : corps démembrés et inutilisés, pannes d’électricité, incinération de masse, prolifération de mouches, de vers et de rats, etc. Le centre est fermé administrativement le jour même. Plus de 170 personnes issues des familles des personnes ayant fait don de leur corps portent plainte dans les mois qui suivent. Dans le cadre d'une information judiciaire ouverte en juillet 2020 par le Parquet de Paris, l'université Paris-Cité, deux employés du centre et l'ancien président de l'université Paris-Descartes Frédéric Dardel sont mis en examen pour « atteinte à l’intégrité physique de cadavres » en mai et juin 2021.

## Révélations

### Révélations de 2019
Le 26 novembre 2019, le magazine d'actualité français L'Express révèle les conditions de conservation indignes de corps et d'organes humains confiés au Centre de don des corps (CDC) au cinquième étage de l'université,. Des parties de cadavres étaient vendues à des organismes privés, contrairement aux règles éthiques en la matière. La ministre de la Recherche Frédérique Vidal (dont le conseiller Frédéric Dardel présidait Paris-Descartes de 2011 à 2019) annonce la fermeture du centre et l’ouverture d’une inspection conjointe avec l’IGAS.
Au début de l'année 2020, la famille du producteur animateur radio José Artur et de la comédienne Micheline Dax lesquels ont fait don de leur corps à la science, portent plainte pour « atteinte à l’intégrité d’un cadavre », implicant un service de l'Université Paris-Descartes.
Une enquête pénale pour « atteinte à l'intégrité de cadavres » est ouverte par le pôle santé publique du parquet de Paris et confiée à la Brigade de répression de la délinquance contre la personne (BRDP). En février 2020, vingt-quatre familles avaient porté plainte, début juillet 2020 elles étaient 72, fin septembre 2020, 82, début décembre 2020, 111 ; elles se regroupent dans l'association « Charnier Descartes justice et dignité ». Finalement, 170 proches de défunts portent plainte,,.
Un cambriolage nocturne en janvier 2020 entraîne la disparition potentielle de documents administratifs ; l'université dépose une plainte « pour vol et intrusion du système informatique »,.

### Des dysfonctionnements anciens
L'Express révèle également que Guy Vallancien, directeur du centre entre 2004 et 2014, a créé en 2001 une société privée, l'école européenne de chirurgie, qui faisait indirectement commerce de ces corps. Olivier Gagey, ancien professeur d’anatomie au sein de Paris Descartes, avait dénoncé ce conflit d'intérêts sans succès en 2004 auprès de l’Ordre des médecins et de l’académie de médecine.
En mars 2020, la cellule investigation de Radio France publie les documents démontrant que les alertes lancées depuis au moins 2012 et concernant de graves dysfonctionnements du CDC ont été ignorées, y compris par Frédéric Dardel, Gérard Friedlander (le doyen de la faculté de médecine) et Antoine Tesnière (actuel vice-président de l’université et également conseiller ministériel « coronavirus »).
Un document de 2012 pointe le problème de tabagisme et l'alcoolisme du personnel travaillant au CDC, au point qu'un mégot a été retrouvé dans les viscères d'un cadavre ; des corps séropositifs au VIH ou à l'hépatite B et C ont été mis à disposition d'étudiants en chirurgie, les mettant en danger. Des alertes envoyées entre 2015 et 2018 décrivent une situation de « barbarie », avec des corps entassés et grignotés par les rongeurs dans des chambres froides éteintes. Des crânes et des squelettes humains sont revendus par les préparateurs en anatomie à la boutique du docteur Auzoux du 9, rue de l'École-de-Médecine et, selon des témoignages recueillis par les journalistes de Radio France, ils auraient aussi été vendus sous le manteau à des collectionneurs de curiosités macabres.
Le 3 juin 2021, le magazine Paris Match diffuse des photographies suggérant que le charnier existait déjà en 1988,.
Dans son livre Le Charnier de la République paru en 2023, Anne Jouan rapporte les témoignages de médecins rapportant des dysfonctionnements dès les années 1970 et 1980.

### Les rapports du CDC avec les acteurs privés
Une enquête diffusée le 1er juin 2021 sur France 2 dévoile que des corps ont été cédés à des industriels automobiles pour être utilisés lors de crash-tests ou à l'armée pour des expérimentations militaires, dans le cadre d'une contractualisation privée, sans que les familles en aient été informées.
Le CDC est aussi soupçonné d'avoir favorisé un petit nombre de transporteurs funéraires alors que plusieurs centaines de sociétés sont habilitées en Ile-de-France. Selon Le Monde, il s'agirait d'un marché de plusieurs centaines de milliers d’euros entre 2017 et 2019.

## Conséquences judiciaires
Le 13 juin 2020, l'IGAS publie une synthèse de son rapport,, dont les conclusions sont sévères. La mission évoque les alertes « très régulières et très concrètes (présence de rongeurs, corps en décomposition, « charnier » dans la chambre froide négative où s’accumulent les têtes…) » qui ont été « parfois entendues, mais jamais à la hauteur de ce qu’elles portaient ». Selon elle, « la responsabilité de l’université est établie », au plan collectif plutôt qu'au plan individuel. Contrairement à la demande des familles, Frédérique Vidal ne rend pas le rapport public, mais elle le transmet au parquet de Paris et démet de ses fonctions l’un de ses principaux conseillers et ex-président de Paris-Descartes, Frédéric Dardel. Une information judiciaire est ouverte le 8 juillet 2020.
Un ancien préparateur en anatomie CDC est perquisitionné et placé en garde à vue le 2 décembre 2020, puis mis en examen et placé sous contrôle judiciaire le 4 décembre pour « atteinte à l’intégrité d’un cadavre ». Frédéric Dardel est entendu, le 12 novembre, sous le régime de la garde à vue. La demande de l’Université de Paris de se constituer partie civile a été refusée par la justice ; elle est mise en examen en mai 2021 du chef « d’atteinte à l’intégrité d’un cadavre », de même que deux préparateurs et l'ancien président de l'Université Frédéric Dardel le 4 juin,. Le procès-verbal d’interrogatoire de Jean-Rémy H., l'ancien responsable des préparateurs, a été commenté dans Le Monde. Les deux préparateurs sont soupçonnés d’avoir de 2013 à 2018 « porté atteinte au respect et à l’intégrité de corps de personnes ayant fait le don de leurs corps à la science, notamment en récupérant sur les corps des dents en or et des bijoux, en leur portant des coups de couteau et en les laissant volontairement à la merci des rongeurs ».
En 2022, le tribunal administratif de Paris reconnait le statut de lanceuse d’alerte à Dominique Hordé, l’ex-secrétaire générale du CDC, en rappelant que cette dernière avait « alerté sa hiérarchie »  dès mars et avril 2016 sur « l’existence de manipulations irrespectueuses par certains préparateurs » et de nombreux autres dysfonctionnements : « la conservation déficiente des corps », « la présence de rongeurs dans les réfrigérateurs et la prolifération d’asticots et de mouches ». Le directeur du CDC, le professeur Richard Douard, lui avait alors demandé de faire des photos à l'intérieur des frigos où étaient stockés les corps et les pièces anatomiques, pour les montrer à Dardel. Le tribunal condamne l'Université à verser  15 000 € à sa salariée « en raison de l’insuffisance des mesures prises par le service pour assurer sa sécurité et sa protection au travail et des répercussions sur sa santé engendrées par cette situation ».

## Conséquences juridiques
En réaction à cette affaire, de nombreux professionnels demandent une réforme de cette pratique. Un amendement proposé par Caroline Fiat (LFI), voté en seconde délibération et contre l'avis du gouvernement, ajoute au projet de loi bioéthique que « les établissements de santé, de formation ou de recherche s’engagent à apporter respect et dignité aux corps qui leur sont confiés. ».
Un décret paru en avril 2022 précise les modalités d’accueil et de transport des corps et crée un comité d’éthique, scientifique et pédagogique.

## Documentaires
- Elise Karlin, « L'affaire du charnier Paris-Descartes, Mécaniques du journalisme saison 14 » [audio], sur France Culture, 19 juillet 2024 (consulté le 7 décembre 2024)